# 张敬礼 (实业家)
张敬礼（1911年3月—1995年10月16日），男，江苏海门县人，中华人民共和国实业家。張詧之子，张謇侄子。

## 生平
1935年，张敬礼毕业于复旦大学工学院土木工程系。同年10月，叔父张謇的独子张孝若在上海被害，张敬礼继承叔父张謇遗留的产业。曾任中央银行秘书、江苏省参议员。1946年任南通大生纱厂经理。后任上海大达轮步公司、复兴面粉厂、南通资生冶厂董事长、经理等职。
中华人民共和国建立初期，张敬礼任南通大生纱厂经理、大达轮船公司董事长。带领大生纱厂实现公私合营，捐赠物资支持抗美援朝。1950年6月，任南通学院代院长。1951年加入中国民主建国会，历任南通市政协副主席、江苏省第一至三届政协常委，江苏省第四届政协副主席，江苏省人民政府委员会委员。
1976年8月，任江苏省纺织工业厅厅长。后任民建江苏省主委、江苏省工商联主委、全国工商联副主委、副主席。1982年后，任中国工商经济服务中心副董事长、中国国际信托投资公司董事、香港国际永年公司董事长、中国工商经济开发公司副董事长。1995年10月16日，因病医治无效，在北京逝世，终年84岁。